# Kvarteret Abboten 1

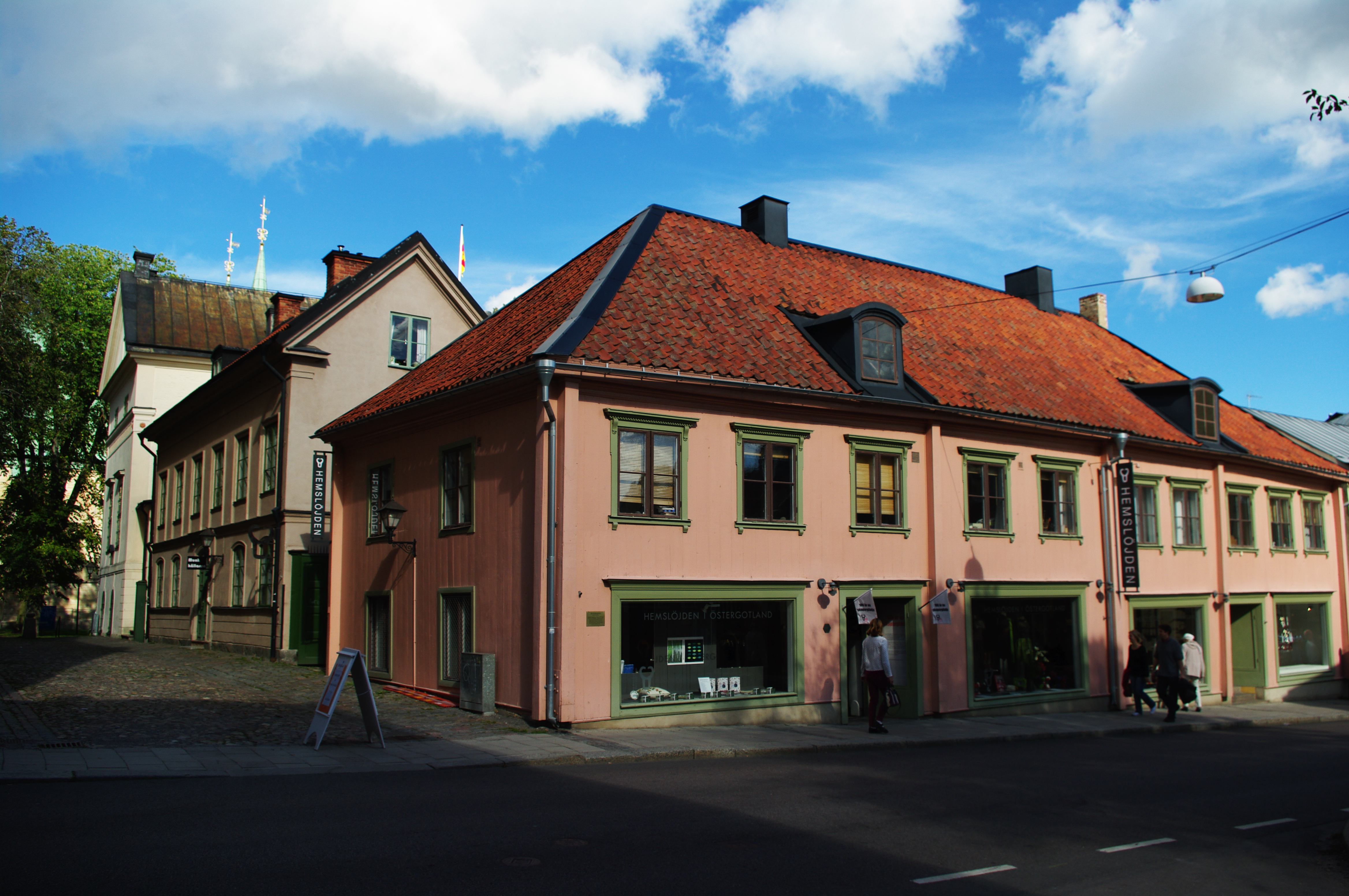
Abboten 1

Kvarteret Abboten 1 även kallat Hydénska gården, är ett kvarter i centrala Linköping, Östergötland och är beläget i korsningen mellan Läroverksgatan och Storgatan.
Kvarteret består av tre stycken handelsgårdar, varav det äldsta huset är det som ligger ut mot Storgatan. Detta uppfördes tidigt 1700-talet och med undantag för de moderna skyltfönster som finns idag har huset haft samma utseende sen 1750 med slät, gulmålad panel. Huset mot Läroverksgatan uppfördes 1865 och har bland annat innehållit caféverksamhet 1912-1916. 
Kvarterets tredje byggnad är ett magasin byggt även det 1865 på kvarterets innergård. 
År 1994 blev kvarteret byggnadsminnesmärkt.
I huset ut mot Storgatan har Hemslöjden i Östergötland sina lokaler.